# Hidalgo (film)
Pour les articles homonymes, voir Hidalgo.
Pour plus de détails, voir Fiche technique et Distribution.
Hidalgo est un film américano-marocain réalisé par Joe Johnston et sorti en 2004.

## Synopsis
Chaque année, depuis des siècles, se déroule « l'Océan de Feu », une course de survie de 5000 km à travers le désert arabe dans la région du Nejd. En 1890, pour la première fois de l'histoire, le richissime cheikh Riyadh invite un Américain et son cheval, Hidalgo, à participer à la grande course. Frank T. Hopkins, cow-boy et messager de la cavalerie américaine, est considéré comme le plus grand cavalier de l'Ouest américain. Le cheikh désire opposer le cow-boy et son mustang aux plus grands chevaux arabes et aux meilleurs cavaliers bédouins et arabes. Certains parmi eux sont bien décidés à empêcher l'étranger de finir la course.

## Fiche technique
Sauf indication contraire, les informations mentionnées dans cette section peuvent être confirmées par la base de données cinématographiques IMDb,  présente dans la section « Liens externes ».
- Titre original et français : Hidalgo
- Réalisation : Joe Johnston
- Scénario : John Fusco
- Musique : James Newton Howard
- Décors : Barry Robison
- Costumes : Jeffrey Kurland
- Photographie : Shelly Johnson
- Montage : Robert Dalva
- Production : Casey Silver

Coproduction : Patricia Carr
Producteur associé : Chris Salvaterra
Producteurs délégués : Brigham Taylor et Don Zepfel
- Sociétés de production : Touchstone Pictures et Casey Silver Productions
- Sociétés de distribution : Buena Vista Pictures Distribution (États-Unis), Gaumont Buena Vista International (France)
- Budget : 100 millions de dollars
- Pays de production :  États-Unis,  Maroc
- Langues originales : anglais, arabe et sioux
- Format : couleur
- Genre : aventure, épique
- Durée : 136 minutes
- Dates de sortie[1] :
  - États-Unis : 17 février 2004 (Texas Film Festival)
  - États-Unis : 5 mars 2004
  - France : 24 mars 2004
- Classification[2] :
  - États-Unis : PG-13
  - France : tous publics

## Distribution
- Viggo Mortensen (VF : Bernard Gabay ; VQ : Pierre Auger) : Frank T. Hopkins
- Zuleikha Robinson (VF : Caroline Lallau ; VQ : Michèle Lituac) : Jazira
- Omar Sharif (VF : Mostefa Stiti ; VQ : Vincent Davy) : le cheikh Riyadh
- Louise Lombard (VF : Josiane Pinson ; VQ : Nathalie Coupal) : Lady Anne Davenport
- Adam Alexi-Malle (en) (VF : Marc Perez ; VQ : Thiéry Dubé) : Aziz
- Saïd Taghmaoui (VQ : Patrice Dubois) : Prince Bin Al Reeh
- Silas Carson (VF : Omar Yami ; VQ : Manuel Tadros) : Katib
- Harsh Nayyar (VF : Gérard Hernandez ; VQ : Marc Bellier) : Yusef
- J. K. Simmons (VF : Bernard Dheran ; VQ : Claude Préfontaine) : Buffalo Bill Cody
- Adoni Maropis (VF : Antoine Tomé ; VQ : Luis de Cespedes) : Sakr
- Victor Talmadge (VF : Lionel Henry (acteur) ; VQ : François Godin) : Rau Rasmussen
- Peter Mensah (VF : Saïd Amadis ; VQ : Guy Nadon) : Jaffa
- Malcolm McDowell (VF : Marc Cassot ; VQ : Hubert Fielden) : le major Davenport
- Floyd « Red Crow » Westerman : Chef Eagle Horn
- Jerry Hardin (VF : Jean-Claude Sachot ; VQ : Jacques Brouillet) : Nate Salisbury
- Elizabeth Berridge (VF : Pascale Vital ; VQ : Anne Dorval) : Annie Oakley

## Accueil

### Box-office
| Lieu   | Date               | Entrées         |
| ------ | ------------------ | --------------- |
| France | 24 au 30 mars      | 136 617 entrées |
| France | 31 mars au 6 avril | 78 875 entrées  |
| Paris  | 24 au 30 mars      | 44 735 entrées  |
| Paris  | 31 mars au 6 avril | 24 871 entrées  |

| Lieu       | Date          | Recette      |
| ---------- | ------------- | ------------ |
| États-Unis | 5 au 7 mars   | 19 630 000 $ |
| États-Unis | 12 au 14 mars | 11 709 000 $ |
| États-Unis | 19 au 21 mars | 8 538 000 $  |
| États-Unis | 26 au 28 mars | 5 433 000 $  |

## Controverse
L'appelant le Hopkins Hoax (la supercherie d'Hopkins), certains historiens[Qui ?] doutent de la véracité des histoires racontées par le célèbre cavalier de l'Ouest américain Frank T. Hopkins. La fameuse course – l'Océan de Feu – à travers le Rub al-Khali, le fameux désert rouge d'Arabie, n'aurait jamais existé[réf. nécessaire].